# Oh Wonder
Oh Wonder ist ein britisches Indie-Duo aus London.

## Bandgeschichte
Josephine Vander Gucht begann ihre musikalische Karriere als Solokünstlerin unter ihrem Namen sowie als Layla. Anthony West war vorher in den Bands Tonight Is Goodbye, Futures und We the Wild. 2014 gründeten die beiden zunächst die Band Wonder Wonder, bemerkten jedoch eine Band mit einem fast gleichen Namen, so adaptierten sie Oh Wonder, das auf einer bekannten Phrase von William Shakespeare beruht.
Das Duo nahm bereits 2014 ihr erstes Album Oh Wonder auf. Sie veröffentlichten das Album jedoch nicht in Gänze, sondern verteilten den Release über SoundCloud auf mehrere Monate. Beginnend ab dem 1. September 2014 wurde dementsprechend jeden Monat eine Single veröffentlicht. Am 4. September 2015 schließlich erschien das Album in Gänze, angereichert um zwei vorher nicht veröffentlichte Songs. Das Album erreichte Platz 26 der britischen Albencharts sowie Platz 16 der kanadischen Charts. Am 20. Januar 2016 trat Oh Wonder bei Conan auf, danach folgte eine Europa- und Amerikatour. Außerdem traten sie auf dem Bonnaroo Music Festival, dem Lollapalooza und dem Firefly in den Vereinigten Staaten, dem WayHome Festival in Kanada, dem Live Out in Mexiko sowie dem Electric Picnic in Irland auf.
Am 31. März 2017 erschien die erste Single für das zweite Album Ultralife, das am 14. Juli 2017 erschien und Platz 8 in den britischen Charts erreichte, außerdem Platz 11 in den US Top Alternative Album Charts.
Am 7. November 2019 erschien das dritte Album No One Else Can Wear Your Crown. Während der Promophase gab das Duo bekannt, dass sie auch seit sieben Jahren bereits ein Paar sind. Pläne zu einer großangelegten Tour zum Album wurden durch die weltweite COVID-19-Pandemie auf Eis gelegt. In dieser Zeit nahm das Duo die EP Home Tapes auf.
Stattdessen gründete das Paar einen Coffee Shop namens NOLA Coffee in Peckham, London. Die neue Geschäftsbeziehung sorgte für Spannungen in der Beziehung, die sie jedoch durch die Arbeit an ihrem vierten Album 22 Break beilegen konnten. Im August 2021 heiratete das Paar. Sie nahmen den Ehenamen Vander West an.
22 Break erschien am 8. Oktober 2021.

## Diskografie

### Alben
- 2015: Oh Wonder (Republic Records)
- 2017: Ultralife (Island Records)
- 2020: No One Else Can Wear Your Crown (Island Records)
- 2021: 22 Break (Island Records)
- 2022: 22 Make (Island Records)

### EPs
- 2020: Home Tapes

### Singles
- 2014: Body Gold
- 2014: Shark
- 2014: Dazzle
- 2014: All We Do (UK: Silber)
- 2014: The Rain
- 2015: Lose It
- 2015: Technicolour Beat
- 2015: Midnight Moon
- 2015: Livewire
- 2015: White Blood
- 2015: Landslide
- 2015: Drive
- 2015: Heart Hope
- 2015: Without You
- 2015: Plans
- 2017: Ultralife
- 2017: Lifetimes
- 2017: My Friends
- 2017: Heavy
- 2017: High on Humans
- 2017: Solo
- 2017: All About You
- 2017: Bigger Than Love
- 2017: Heart Strings
- 2017: Slip Away
- 2017: Overgrown
- 2017: Waste
- 2019: Hallelujah
- 2019: Better Now
- 2019: I Wish I Never Met You
- 2019: This Christmas
- 2020: Happy
- 2020: In and Out of Love
- 2020: Lonely Star
- 2020: Keep on Dancing
- 2022: Magnificent

### Als Gastmusiker
- 2017: The Way Life Goes (Remix) (Lil Uzi Vert feat. Oh Wonder & Nicki Minaj, UK: Platin)
- 2018: Superlove (Whethan feat. Oh Wonder)
- 2020: How Would I Know (Kygo & Oh Wonder)

## Auszeichnungen für Musikverkäufe
| Goldene Schallplatte - Australien - 2022: für die Single Lose It - 2022: für die Single Drive - Dänemark - 2021: für das Album Oh Wonder - 2023: für das Lied The Way Life Goes - Kanada - 2017: für das Album Oh Wonder - 2018: für die Single Lose It - Neuseeland - 2022: für das Album Oh Wonder - Polen - 2024: für das Lied The Way Life Goes - Portugal - 2022: für das Lied The Way Life Goes | 3× Platin-Schallplatte - Neuseeland - 2023: für das Lied The Way Life Goes 9× Platin-Schallplatte - Vereinigte Staaten - 2017: für das Lied The Way Life Goes |

Anmerkung: Auszeichnungen in Ländern aus den Charttabellen bzw. Chartboxen sind in ebendiesen zu finden.
| Land/RegionAuszeichnungen für Musikverkäufe (Land/Region, Auszeichnungen, Verkäufe, Quellen) | Silber  | Gold     | Platin       | Verkäufe  | Quellen              |
| -------------------------------------------------------------------------------------------- | ------- | -------- | ------------ | --------- | -------------------- |
| Australien (ARIA)                                                                            | —       | 2× Gold2 | —            | 70.000    | aria.com.au          |
| Dänemark (IFPI)                                                                              | —       | 2× Gold2 | —            | 55.000    | ifpi.dk              |
| Kanada (MC)                                                                                  | —       | 2× Gold2 | —            | 80.000    | musiccanada.com      |
| Neuseeland (RMNZ)                                                                            | —       | Gold1    | 3× Platin3   | 97.500    | radioscope.co.nz NZ2 |
| Polen (ZPAV)                                                                                 | —       | Gold1    | —            | 25.000    | olis.pl              |
| Portugal (AFP)                                                                               | —       | Gold1    | —            | 5.000     | Einzelnachweise      |
| Vereinigte Staaten (RIAA)                                                                    | —       | —        | 9× Platin9   | 9.000.000 | riaa.com             |
| Vereinigtes Königreich (BPI)                                                                 | Silber1 | Gold1    | Platin1      | 900.000   | bpi.co.uk            |
| Insgesamt                                                                                    | Silber1 | 7× Gold7 | 13× Platin13 |           |                      |